# Douglas Fairbanks
Douglas Fairbanks, właśc. Douglas Elton Thomas Ullman (ur. 23 maja 1883 w Denver, zm. 12 grudnia 1939 w Santa Monica) – amerykański aktor, reżyser, scenarzysta i producent filmowy. Współzałożyciel pierwszej niezależnej wytwórni filmowej United Artists (1919) i Amerykańskiej Akademii Filmowej (1927). Zasłynął jako odtwórca ról nieustraszonych bohaterów w filmach przygodowych, wcielał się w postacie: Zorro, D’Artagnana, Robin Hooda czy Don Juana.

## Życiorys

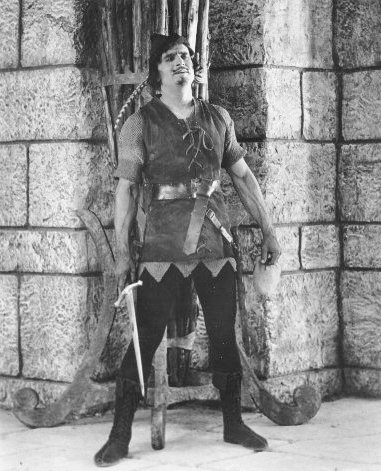
Fairbanks jako Robin Hood

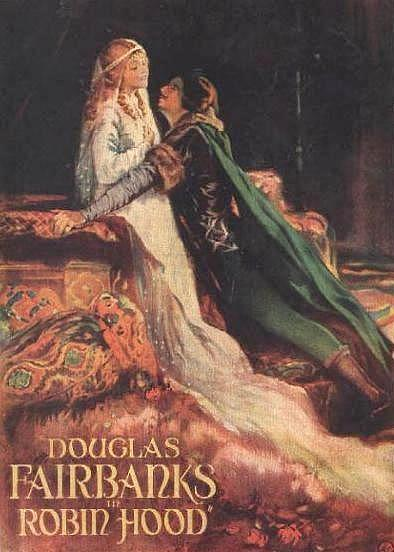
Plakat z filmu Robin Hood (1922)

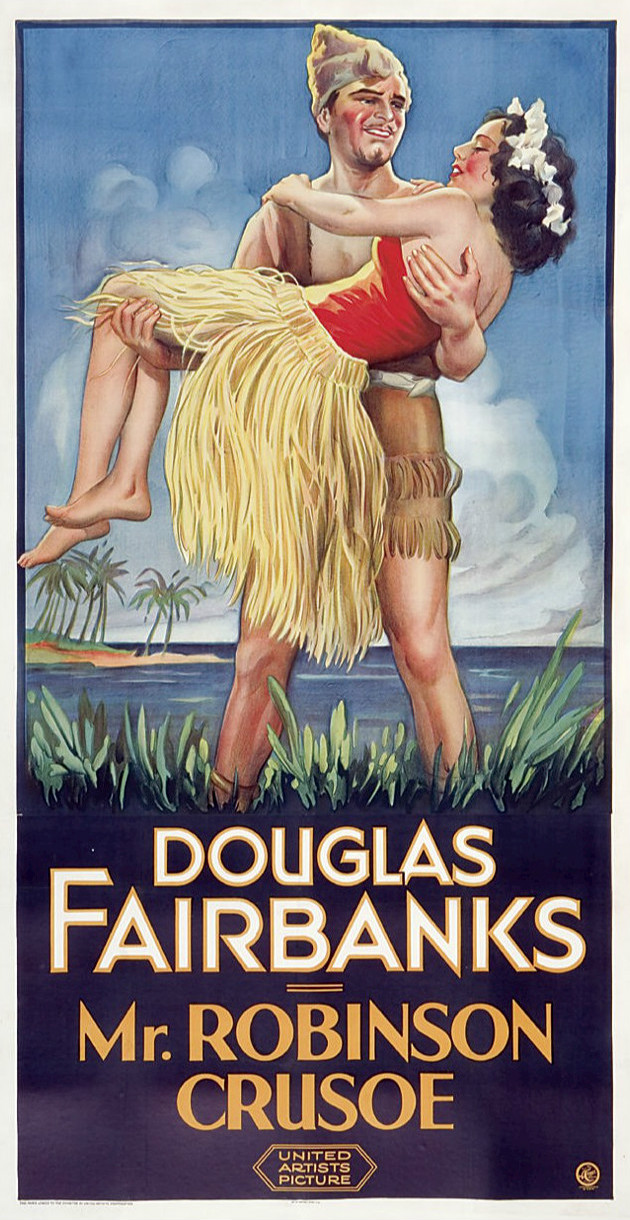
Plakat z filmu Mr. Robinson Crusoe (1932)

Od piątego roku życia był wychowywany tylko przez matkę, która utrzymywała raczej chłodne stosunki z jego ojcem. W wieku 12 lat zainteresował się teatrem amatorskim, następnie pobierał nauki w Colorado School of Mines. W 1900 przeniósł się z matką do Nowego Jorku, gdzie uczył się na Uniwersytecie Harvarda oraz pracował jako dubler w wędrownym teatrze. Poza tym podróżował m.in. po Europie, pracował na statku, był sprzedawcą w sklepie z narzędziami i handlowcem na Wall Street.
W 1902 zadebiutował jako aktor na Broadwayu. Po pięciu latach zostawił teatr i ożenił się z Beth Sully, córką miejscowego przedsiębiorcy Daniela J. Sully’ego. Niespełna rok później znów zajął się aktorstwem, gdy się okazało, że jego teść zbankrutował. W 1915 przeniósł się do Hollywood i podpisał kontrakt z wytwórnią Triangle Picture pod przewodnictwem producenta Davida W. Griffitha. Mimo że już w przeciągu roku stworzył własny zespół produkcyjny, ciągle był obsadzany głównie w komediach towarzyskich. W 1917 odbył trasę po kraju w ramach wojennego programu propagandowego Liberty Loans. W 1920 Fred Niblo obsadził go w głównej roli w filmie Znak Zorro, a dzięki roli kalifornijskiego arystokraty, który zakłada czarną maskę, aby bronić ojczyzny przed administracją gubernatorską, zyskał ogromne uznanie widzów.
Po sukcesie w roli Zorro zaczął regularnie występować w filmach z gatunku „płaszcza i szpady”. Grał głównie bohaterów, który walczyli ze złem, a w nagrodę dostawali miłość kobiety. Z Fredem Niblo zrealizował kolejne filmy mieszczące się w tych kryteriach, m.in.: Trzech muszkieterów, Człowiek z biczem, Robin Hood i Złodziej z Bagdadu, dzięki którym uzyskał status gwiazdy. Zachwycał widzów nie tylko energią, temperamentem czy zuchwałością, ale też sprawnością fizyczną – wszystkie sceny kaskaderskie wykonywał sam i w trakcie kariery nie korzystał z pomocy kaskadera (z wyjątkiem pracy przy filmie Czarny pirat [1926], przy którym zastąpił go kaskader w scenach zjazdów na linie i zjazdów po maszcie statku, ponieważ kontrakt nie pozwalał aktorowi ryzykować życiem). 16 maja 1928 wręczał Oscary na pierwszej w historii gali rozdania nagród Amerykańskiej Akademii Filmowej. 
W pierwszej połowie lat 30. wystąpił w filmach: Terra Melophon Magazin Nr. 1 (1930), Reaching for the Moon (1930), Mr. Robinson Crusoe (1932), Prywatne życie Don Juana (1934) i Kalif Bagdadu (1937), po czym wycofał się z zawodu.

### Życie prywatne
Był trzykrotnie żonaty. Z pierwszego małżeństwa, z Anną Beth Sully, miał syna Douglasa (1909–2000), który również był aktorem i, podobnie jak ojciec, zmarł na atak serca, choć w sędziwym wieku. W 1918 rozwiódł się z Sully. 28 marca 1920 poślubił aktorkę Mary Pickford. Choć ich małżeństwo było uznawane przez prasę za wzorcowe, hollywoodzka śmietanka towarzyska nazywała ich „Pickfair” (od nazwisk obojga), a podczas podróży poślubnej po krajach Europy byli witani przez tłumy wielbicieli, to 10 stycznia 1936 się rozwiedli. 7 marca 1936 w Paryżu poślubił Sylvię Ashley.

## Upamiętnienie
- Ciekawy hołd postaci Fairbanksa złożył znany reżyser David Lean w filmie Podróż do Indii (1984). Jedna z postaci po wykonaniu kilku akrobatycznych wyczynów krzyczy: „Jestem Douglas Fairbanks!”.
- Kate Bush wspomina go w utworze Moments of Pleasure".

## Filmografia

### Aktor
- Kalif Bagdadu (1937) – on sam
- The Private Life of Don Juan (1934) – Don Juan
- Mr. Robinson Crusoe (1932) – Steve Drexel
- Reaching for the Moon (1930) – Larry Day
- Terra Melophon Magazin Nr. 1 (1930) – Larry Day
- The Taming of the Shrew (1929) – Petruchio
- Żelazna maska (1929) – D’Artagnan
- Show People (1928) – on sam
- Miasto cudów (1927) – Gaucho
- Pocałunek Mary Pickford (1927) – on sam
- Czarny pirat (1926) – książę Arnoldo / Czarny pirat
- Ben-Hur (1925) – jeden z widzów wyścigu rydwanów
- Człowiek z biczem (1925) –
  - Don Q / Don César de Vega
  - Señor Zorro / Don Diego de Vega
- Złodziej z Bagdadu (1924) – Ahmed
- Hollywood – on sam
- Robin Hood (1922) – earl Huntingdon / Robin Hood
- Trzej muszkieterowie (1921) – D’Artagnan
- The Nut (1921) – Charlie Jackson
- Znak Zorro (1920) – Señor Zorro / Don Diego Vega
- The Mollycoddle (1920) –
  - Richard Marshall III,
  - Richard Marshall IV,
  - Richard Marshall V
- When the Clouds Roll by (1919) – Daniel Boone Brown
- His Majesty, the American (1919) – William Brooks
- The Knickerbocker Buckaroo (1919) – Teddy Drake
- Arizona (1918) – porucznik Denton
- Sic ’Em, Sam (1918) – Democracy
- He Comes Up Smiling (1918) – Jerry Martin
- Bound in Morocco (1918) – George Travelwell
- Say! Young Fellow (1918) – młody koleżka
- Mr. Fix-It (1918) – Dick Remington
- Headin’ South (1918) – Headin’ South
- A Modern Musketeer (1917) –
  - Ned Thacker,
  - Charles de Batz-Castelmore d’Artagnan
- Reaching for the Moon (1917) – Alexis Caesar Napoleon Brown
- The Man from Painted Post (1917) – „Fancy Jim” Sherwood
- Down to Earth (1917) – Billy Gaynor
- Wild and Woolly (1917) – Jeff Hillington
- In Again, Out Again (1917/II) – Teddy Rutherford
- All-Star Production of Patriotic Episodes for the Second Liberty Loan – on sam
- The Americano (1916) – Blaze Derringer
- The Matrimaniac (1916) – Jimmie Conroy
- American Aristocracy (1916) – Cassius Lee
- Manhattan Madness (1916) – Steve O’Dare
- Nietolerancja (1916) – mężczyzna na białym koniu (Opowieść francuska)
- The Half-Breed (1916) – Lo Dorman
- Flirting with Fate (1916) – Augy Holliday
- The Mystery of the Leaping Fish (1916) –
  - Coke Ennyday,
  - on sam
- Reggie Mixes In (1916) – Reggie Van Deuzen
- The Good Bad Man (1916) – Passin’ Through
- The Habit of Happiness (1916) – Sunny Wiggins
- His Picture in the Papers (1916) – Pete Prindle
- Double Trouble (1915) – Florian Amidon / Eugene Brassfield
- Martyrs of the Alamo (1915) –
  - Joe,
  - teksański żołnierz
- The Lamb (1915) – Gerald

### Producent
- Crime Over London (1936)
- Mr. Robinson Crusoe (1932)
- Reaching for the Moon (1930)
- Żelazna maska (1929)
- Miasto cudów (1927)
- Czarny pirat (1926)
- Człowiek z biczem (1925)
- Złodziej z Bagdadu (1924)
- Robin Hood (1922)
- Trzej Muszkieterowie (1921)
- The Nut (1921)
- Znak Zorro (1920)
- When the Clouds Roll by (1919)
- His Majesty, the American (1919)
- The Knickerbocker Buckaroo (1919)
- Arizona (1918)
- He Comes Up Smiling (1918)
- Bound in Morocco (1918)
- Say! Young Fellow (1918)
- Mr. Fix-It (1918)
- Headin' South (1918)
- A Modern Musketeer (1917)
- Reaching for the Moon (1917)
- Down to Earth (1917)
- In Again, Out Again (1917/II)

### Scenarzysta
- Mr. Robinson Crusoe (1932)
- Żelazna maska (1929)
- Miasto cudów (1927)
- Czarny pirat (1926)
- Złodziej z Bagdadu (1924)
- Robin Hood (1922)
- Trzej muszkieterowie (1921)
- The Nut (1921)
- Znak Zorro (1920)
- The Mollycoddle (1920)
- When the Clouds Roll by (1919)
- His Majesty, the American (1919)
- The Knickerbocker Buckaroo (1919)
- Arizona (1918)
- Bound in Morocco (1918)
- The Man from Painted Post (1917)
- Down to Earth (1917)
- The Good Bad Man (1916)

### Reżyser
- Around the World in 80 Minutes with Douglas Fairbanks (1931)
- Arizona (1918)